# Liste der Naturdenkmäler in Rosbach vor der Höhe
Die Liste der Naturdenkmäler in Rosbach vor der Höhe nennt die auf dem Gebiet der Stadt Rosbach vor der Höhe, im Wetteraukreis (Hessen), gelegenen Naturdenkmäler. Sie sind nach dem Hessischen Gesetz über Naturschutz und Landschaftspflege (Hessisches Naturschutzgesetz – HAGBNatSchG) § 12 geschützt und bei der unteren Naturschutzbehörde des Wetteraukreises eingetragen. Die Liste entspricht dem Stand vom 1. Januar 2014.
| Bild                          | Bezeichnung                 | Ortsteil, Lage | Beschreibung | Art        | Nr.     |
| ----------------------------- | --------------------------- | --- | --- | ---------- | ------- |
| mehr Fotos \| Fotos hochladen | Stieleiche                  | Nieder-Rosbach, Flur 1, Flurstück 652/2 (VO), Flur 1, Flurstück 947/2 (tatsächlich) 50° 18′ 3,7″ N, 8° 42′ 24,8″ O   | Stieleiche am Feuerwehrgerätehaus. Schutzgrund: Ortsbildprägend.                                                                                            | Stieleiche | 440.136 |
| mehr Fotos \| Fotos hochladen | Speierling                  | Nieder-Rosbach, Flur 6, Flurstück 30 50° 18′ 16,2″ N, 8° 42′ 18,3″ O                                                 | Speierling auf einer Obstwiese an der Sandgrube. Schutzgrund: Speierlinge als Naturdenkmal.                                                                 | Speierling | 440.235 |
| mehr Fotos \| Fotos hochladen | Linde                       | Nieder-Rosbach, Flur 1, Flurstück 903 (VO), Flur 1, Flurstück 783/1 (tatsächlich) 50° 17′ 56,5″ N, 8° 42′ 30,5″ O    | Linde an der Rodheimer Straße, Ecke Frankenstraße. Schutzgrund: Ortsbildprägend.                                                                            | Linde      | 440.137 |
| mehr Fotos \| Fotos hochladen | Speierling                  | Nieder-Rosbach, Flur 1, Flurstück 321/2 (VO), Flur 1, Flurstück 1109 (tatsächlich) 50° 17′ 53,4″ N, 8° 42′ 11,7″ O   | Speierling auf die Waldgoß, am Spielplatz Obergärten neben dem Kindergarten „Villa Konfetti“. Schutzgrund: Rote-Liste-Art.                                  | Speierling | 440.135 |
| mehr Fotos \| Fotos hochladen | Speierling                  | Ober-Rosbach, Flur 2, Flurstück 254 50° 18′ 5,4″ N, 8° 40′ 59,1″ O                                                   | Speierling auf der Pferdekoppel. Schutzgrund: Speierlinge als Naturdenkmal.                                                                                 | Speierling | 440.237 |
| mehr Fotos \| Fotos hochladen | Speierling                  | Ober-Rosbach, Flur 12, Flurstück 507/1 50° 18′ 17,8″ N, 8° 41′ 47,7″ O                                               | Speierling im Garten an der B 455. Schutzgrund: Speierlinge als Naturdenkmal.                                                                               | Speierling | 440.238 |
| mehr Fotos \| Fotos hochladen | Speierling                  | Ober-Rosbach, Flur 12, Flurstück 175 50° 18′ 23,2″ N, 8° 42′ 2,3″ O                                                  | Speierling an der Straße zum Rosbacher Brunnen (Hassia Mineralquellen), dem „Bornweg“. Schutzgrund: Speierlinge als Naturdenkmal.                           | Speierling | 440.234 |
| Fotos hochladen               | Eiche                       | Ober-Rosbach, Flur 33, Flurstück 2/1 (VO), Flur 7, Flurstück 76 (tatsächlich) 50° 16′ 48,2″ N, 8° 41′ 54″ O          | Eiche am Südostrand des Beinhardswaldes. Schutzgrund: Landschaftsprägend.                                                                                   | Eiche      | 440.138 |
| mehr Fotos \| Fotos hochladen | Luthereiche                 | Ober-Rosbach, Flur 1, 1352 50° 18′ 17,2″ N, 8° 41′ 40″ O                                                             | Luthereiche an der Friedberger Straße. Schutzgrund: Sehr alte, große, ortsbildprägende Eiche mit einem besonderen Kronenwuchs.                              | Eiche      | 440.298 |
| BW                            | 3 Alteichen im Altebergwald | Rodheim vor der Höhe, Flur 15, Flurstück 42 (VO); Flurstück 41, 42 (tatsächlich) 50° 15′ 27,7″ N, 8° 44′ 3,3″ O      | Ehemals 4 Eichen in kleinem Wald, nahe dem NSG Wiesen am Alteberg bei Rodheim. Natürlicher Abgang einer nördlichen Eiche durch Sturm. Schutzgrund: Altholz. | Eiche      | 440.156 |
| mehr Fotos \| Fotos hochladen | Eiche am Sportplatz         | Rodheim vor der Höhe, Flur 9; Flurstück 22/2 (VO), Flurstück 484/2, 485 (tatsächlich) 50° 16′ 6,6″ N, 8° 41′ 30,7″ O | Eiche an der Ecke Pappelweg und Mainzer Straße. Schutzgrund: Schönheit, ortsbildprägend.                                                                    | Eiche      | 440.172 |

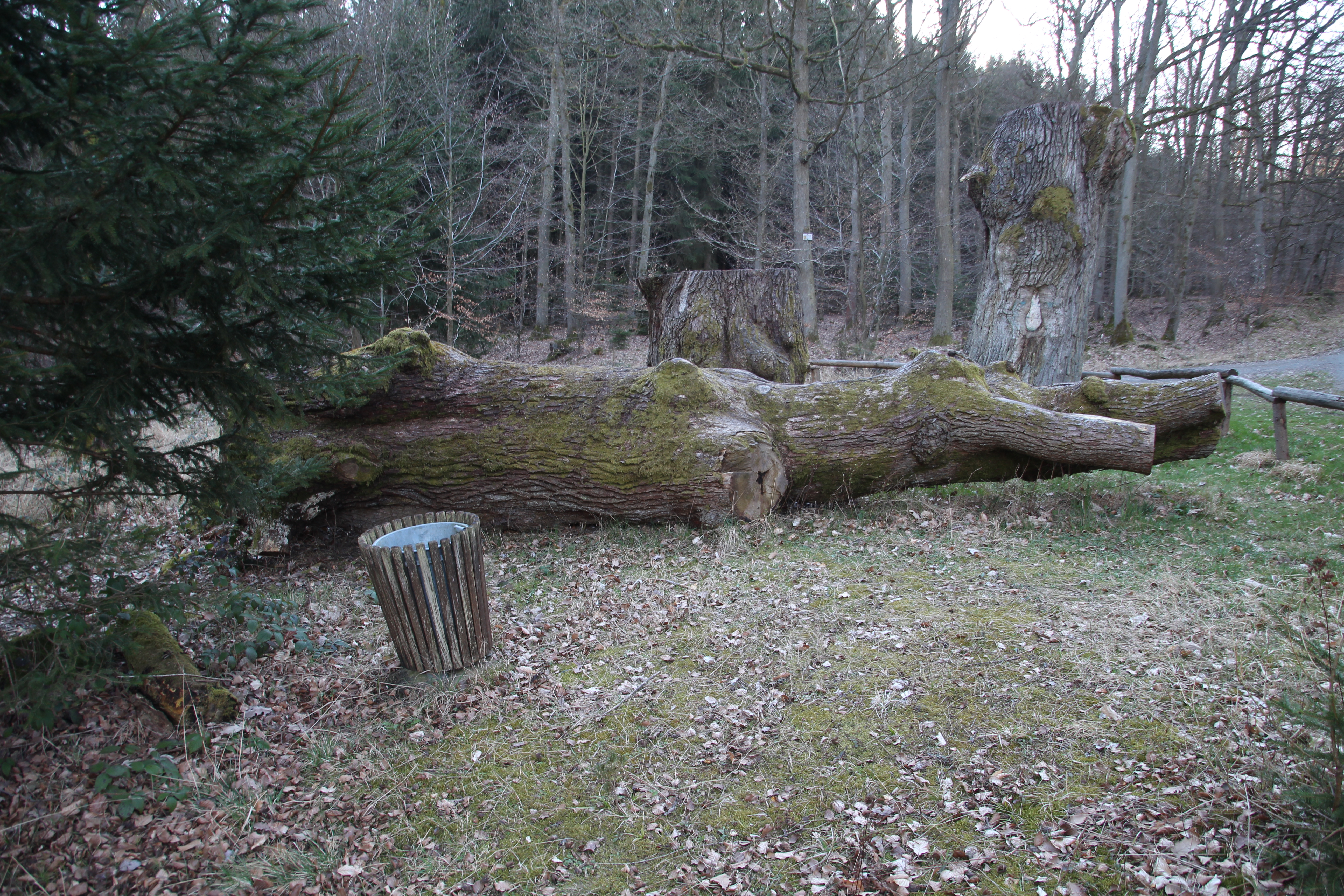
Teil der gefällten „Dicke Eiche“

Die „Dicke Eiche“ im Distrikt Westerfeldscher Wald in Ober-Rosbach (Nr. 440.107) musste notgefällt werden. Ein Speierling in Ober-Rosbach (Nr. 440.233) und zwei Speierlinge in Rodheim (Nr. 440.239, 440.240) sind abgestorben. Die Naturdenkmäler wurden aus der Liste gelöscht.
Der Speierling südlich von Rodheim (Nr. 440.241) wurde als „stark schrägwüchsig [und] nicht wurzelecht“ befunden und per VO am 18. August 2016 als „daher nicht schutzwürdig“ gelöscht.
Der Speierling westlich des südlichen Fußballtors am Bolzplatz von Ober-Rosbach (Nr. 440.236) wurde als „absterbend“ am 20. Februar 2017 gefällt (vergl. kleiner Werden der Baumkrone in der Historien-Funktion in Google Earth) und per VO am 22. Februar 2018 gelöscht.